# Chamaecrista gracilior
Chamaecrista gracilior là một loài thực vật có hoa trong họ Đậu. Loài này được (Ghesq.) Lock miêu tả khoa học đầu tiên.